# Valentin Zeschko
Valentin Zeschko, slovenski industrialec, politik in mecen, * 26. december 1807, Ljubljana, Avstrijsko cesarstvo, † 5. julij 1885, Ljubljana, Avstro-Ogrska. Bil je ded slovenske pesnice Lili Novy.

## Življenje
Valentin Zeschko se je rodil 26. decembra 1807 v Ljubljani. Njegov oče Franc, po poklicu steklar, se je v Ljubljano preselil in se ukvarjal s steklarstvom in trgoval s steklom. Kmalu se je povzpel med znane in bogate meščane, saj je bil 1802 že lastnik 2 hiš v središču Ljubljane. Tudi Valentin se je naprej šolal za steklarja, sprva pri očetu, nato je šolanje nadaljeval Dunaju, kjer je ostal dve leti, in še pol leta v Pragi, ter v tem času obiskal vse znane steklarne na Češkem.
Leta 1831 mu je ljubljanski mestni magistrat dal dovoljenje za obrt in trgovino, zato se je njegov oče obrti odpovedal. Leta 1835 se je poročil z Ano r. Herrman (r. 1817 na Dunaju), skupaj imela kar 13 otrok. Že 1838 pa je trgovino in steklarstvo opustil in začel svoj denar vlagati v podjetja, ki jih je ustanovil njegov svak Fidelis Terpinc ( Terpinc je bil poročen z Zeschkovo sestro Josipino).
Denar je investiral v  mehanično tovarno olja, papirja in barvnega lesa z začetnim kapitalom 300.000 goldinarjev, ki jo je Terpinc ustanovil 1842. Družba je kasneje zgradila papirnico v Vevčah, 1861 tovarno za umetno volno in brusilnico lesa v Verjah pri Medvodah, 1868 kupila in preuredila papirnico v Goričanah. Verjetno je za vse te nadaljnje naložbe tudi Zeschko prispeval kapital in zato prodal svoji hiši. Pri vodenju obratov je sodeloval, med Trpinčevo odsotnostjo in ga po potrebi tudi nadomeščal. Leta 1870 je družba prodala papirniške obrate graški delniški družbi Leykam & Josefsthal A. G. Papier-u. Druckindustrie za 1,300.000 goldinarjev, družabniki pa so prejeli polovico kupnine v gotovini, polovico pa v delnicah.
Leta 1867 ga je Terpinc pritegnil  podjetju Terpinc & Zeschko, ki je ustanovilo tovarno sukna in kocev. Podjetje je zaposlovalo od 100 do 130 delavcev, ki so izdelovali sukno, koce, loden, velurje, klobučevino za papirnico, vato, plahte... Izdelke so uspešno prodajali po vsej Avstro-Ogrski, ter jih med drugim izvažali v Rusijo. Podjetje se je naglo širilo, tako so v bivšem mlinu v Zgornji Hrušici uredili obrat za sušenje sukna in kocev in za tovarno barvil in strojil uredili obrat, v katerem so mleli ježice in barve. Podjetje je imelo tudi obrat, kjer so izdelovali umetno volno in vato.
Pobudnik in vodja podjetij, pri katerih je bil Zeschko udeležen, je bil vseskozi Fidelis Terpinc. Zeschko pa je v veliki meri prispeval kapital in vodil trgovske posle teh podjetij.  Umrl je 5. julija 1885 v Ljubljani. Tovarno sukna in kocev (z drugimi obrati) so po njegovi smrti in solastnice Josipine Terpinc prevzeli sinovi Julij, Ludovik in Valentin ml. 